# St. Martin (Eichendorf)

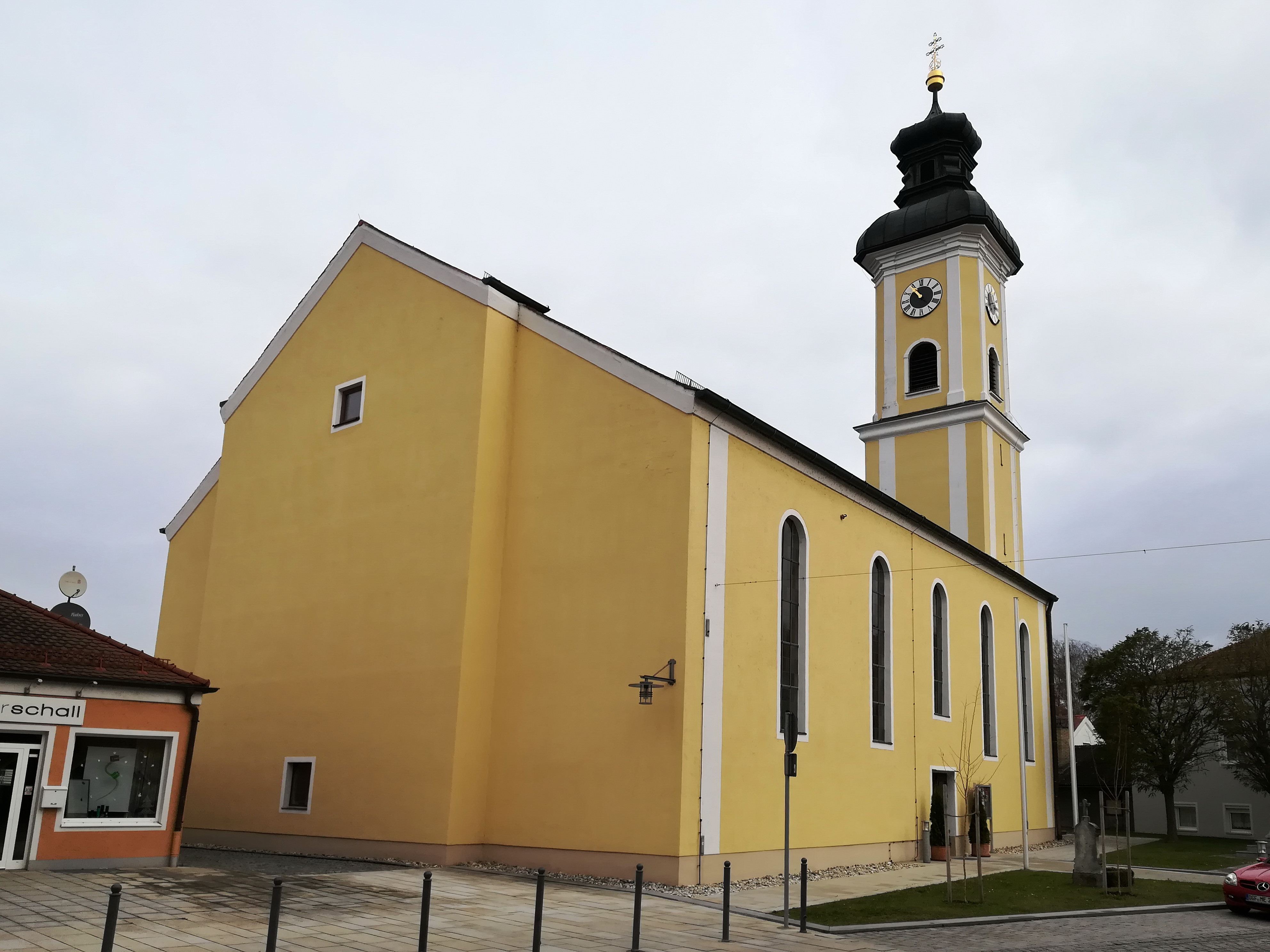
St. Martin in Eichendorf

Die römisch-katholische Pfarrkirche St. Martin steht in Eichendorf, einem Markt im niederbayerischen Landkreis Dingolfing-Landau. Sie ist in der Liste der Baudenkmäler in Eichendorf unter der Nummer D-2-79-113-6 eingetragen. Die Kirche gehört zum Dekanat Pfarrkirchen im Bistum Passau.

## Beschreibung

### Gebäude
Vom spätgotischen, 1466 geweihten Vorgängerbau sind nur der eingezogene, dreiseitig geschlossene Chor zu drei Jochen und die unteren Geschosse des Chorflankenturms an der Südwand des Chors erhalten. Daran wurde 1955/56 nach Westen das Langhaus zu fünf Jochen angebaut. Der Turm erhielt in der ersten Hälfte des 18. Jahrhunderts sein achteckiges Obergeschoss mit Welscher Haube.
Das Langhaus ist mit einer Flachdecke überspannt.

### Ausstattung
Der Mitte des 18. Jahrhunderts aufgestellte Hochaltar im Stil des Rokoko wird von den Statuen der heiligen Barbara von Nikomedien und der heiligen Katharina von Alexandrien mit in Gold gefassten Gewändern flankiert. Das Altarblatt im Retabel ist seit 1962 die von Anton Sandner aus Eichendorf gemalte Kopie eines beschädigten alten Gemäldes des heiligen Martin von Tours. Es zeigt die Szene der Mantelteilung mit dem Bettler. Im Altarauszug ist die Krönung Mariens zur Himmelskönigin dargestellt. Den vergoldeten Tabernakel mit dem Lamm Gottes auf dem Buch mit den sieben Siegeln schuf 1928 der Bildhauer Frey aus München.
Die Seitenaltäre sind älter als der Hochaltar; sie wurden um 1720 in Verbindung mit der barocken Umgestaltung der Kirche errichtet. Das Altarblatt des rechten Altars zeigt eine Darstellung des heiligen Antonius von Padua. Im Medaillon darüber ist die heilige Theresia von Avila dargestellt. Das Bild im linken Altar zeigt den heiligen Sebastian und das Medaillon darüber die Auferstehung Christi.
Den Zelebrationsaltar gestaltete der Gröbenzeller Bildhauer Wolf Hirtreiter 1974, die rechteckige und nach oben geschwungene Mensa ist aus Rotmarmor und der runde, vielfach durchbrochene Stipes aus Bronze.
Der spätgotische Taufstein aus dem 15. Jahrhundert wurde 2015 im Zusammenhang mit der Innenrenovierung in die Mitte des Kirchenschiffs versetzt. Das offene achteckige Becken ist aus Granit. Den Osterleuchter mit Bildern aus dem Leben des heiligen Martin schuf Joseph Michael Neustifter aus Eggenfelden 2017. Bei der Renovierung 2015 wurde unter der Empore die Sebastianikapelle mit Glasfassade für Werktagsgottesdienste eingerichtet. An der Westwand steht eine Statue des heiligen Sebastian, nach dem sie benannt ist.

### Glocken
Das Geläut der Kirche besteht aus drei Glocken. Die beiden größeren Glocken mit einem Gewicht von 1050 und 520 kg mit den Schlagtönen e′ und g′ goss 1949 Anton Gugg aus Straubing; die dritte Glocke wiegt 320 kg, Schlagton h′, wurde 1928 von Karl Hamm in Regensburg gegossen.